# Deeper: The D:finitive Worship Experience
Deeper: The D:finitive Worship Experience é a primeira coletânea musical da banda Delirious?, lançada a 9 de Outubro de 2001.
O disco inclui novas versões e faixas nunca editadas.
| Críticas profissionais                                                      | Críticas profissionais |
| Avaliações da crítica                                                       | Avaliações da crítica  |
| Fonte                                                                       | Avaliação              |
| --------------------------------------------------------------------------- | ---------------------- |
| Jesus Freak Hideout                                                         | [ 2 ]                  |
| The Phantom Tollbooth                                                       | [ 3 ]                  |
| Esta tabela precisa de ser acompanhada por texto em prosa. Consulte o guia. |                        |

## Faixas

### Disco 1
1. "Did You Feel The Mountains Tremble?" (Nova versão) - 9:01
2. "I Could Sing of Your Love Forever" (Nova versão) - 5:29
3. "I've Found Jesus" - 4:54
4. "I'm Not Ashamed" (Versão nunca editada) - 6:44
5. "Deeper" - 4:19
6. "Lord, You Have My Heart" (Nova versão) - 6:24
7. "Sanctify" - 4:13
8. "Not Forgotten" (Faixa nova) - 5:32
9. "Shout To The North" - 4:14
10. "History Maker" - 6:37
11. "Follow" - 4:40
12. "All The Way" - 4:17
13. "Kiss Your Feet" - 4:20

### Disco 2
1. "The Happy Son" (Nova versão) - 4:30
2. "Come Like You Promise" - 3:58
3. "Revival Town" (Nova versão) - 5:55
4. "Hands Of Kindness" - 4:44
5. "Find Me In The River" - 5:08
6. "Jesus' Blood" - 5:32
7. "King Of Love" - 2:47
8. "Message Of The Cross" - 4:46
9. "Oh Lead Me" - 4:50
10. "Obsession" - 8:33
11. "Thank You For Saving Me" 7:01
12. "What A Friend I've Found" - 5:28